# Municipio de Lura (Dakota del Sur)
El municipio de Lura (en inglés: Lura Township) es un municipio ubicado en el condado de Grant en el estado estadounidense de Dakota del Sur. En el año 2010 tenía una población de 44 habitantes y una densidad poblacional de 0,53 personas por km².

## Geografía
El municipio de Lura se encuentra ubicado en las coordenadas 45°11′15″N 97°8′15″O / 45.18750, -97.13750. Según la Oficina del Censo de los Estados Unidos, el municipio tiene una superficie total de 82.69 km², de la cual 82,29 km² corresponden a tierra firme y (0,48 %) 0,4 km² es agua.

## Demografía
Según el censo de 2010, había 44 personas residiendo en el municipio de Lura. La densidad de población era de 0,53 hab./km². De los 44 habitantes, el municipio de Lura estaba compuesto por el 97,73 % blancos, el 2,27 % eran amerindios. Del total de la población el 0 % eran hispanos o latinos de cualquier raza.